# I Still Haven't Found What I'm Looking For
〈I Still Haven't Found What I'm Looking For〉는 아일랜드의 록 밴드 U2의 곡이다. 1987년 음반 《The Joshua Tree》의 두 번째 곡이며, 1987년 5월에 이 음반의 두 번째 싱글로 발매되었다. 이 곡은 히트곡으로, 영국 싱글 차트에서 6위를 기록하면서 미국 빌보드 핫 100에서 이 밴드의 두 번째 연속 1위 싱글이 되었다.
이 곡은 드러머 래리 멀런 주니어가 독특한 리듬 패턴을 연주한 밴드의 데모에서 유래되었다. 《The Joshua Tree》처럼 이 곡은 미국 음악에 대한 이 그룹의 관심에서 영감을 얻었다. 〈I Still Haven't Found What I'm Looking For〉는 가스펠 음악에서 영향을 받았고 그 가사는 영적인 그리움을 묘사한다. 리드 싱어 보노의 보컬은 높은 순위를 차지하고 있고 리드 기타리스트 디 에지는 차임벨 소리 아르페지오를 연주한다. 이 곡의 복음적인 특질을 더하는 것은 디 에지와 프로듀서 브라이언 이노와 다니엘 라누아가 제공하는 합창단 같은 백 보컬이다.
〈I Still Haven't Found What I'm Looking For〉는 1988년 제30회 그래미 어워드에서 올해의 레코드상과 올해의 노래상 두 개 부문에 후보로 올랐다. 이 곡은 이후 이 그룹의 가장 잘 알려진 곡들 중 하나가 되었고 그들의 많은 콘서트 투어에서 공연되었다. 이 곡은 그들의 컴필레이션과 콘서트 영화에 여러 번 등장했다. 《롤링 스톤》은 2010년 "역사상 가장 위대한 노래 500곡" 중 93위에 오른 것을 포함하여, 많은 비평가와 출판물들이 〈I Still Haven't Found What I'm Looking For〉를 음악 역사상 가장 위대한 곡으로 선정했다.

## 작업 및 녹음
〈I Still Haven't Found What I Looking For〉는 밴드가 잼 세션 중에 녹음한 〈The Weather Girls〉와 〈Under the Weather〉라는 다양한 제목의 데모곡에서 비롯되었다. 베이시스트 애덤 클레이턴은 데모의 멜로디를 "한 음의 그루브"라고 불렀고, 밴드의 기타리스트인 디 에지는 "레게 밴드가 연주하는 〈Eye of the Tiger〉"에 비유했다. 하지만 밴드는 드러머 래리 멀린 주니어가 연주하는 드럼 파트를 좋아했다. 공동 프로듀서 다니엘 라누아는 "그것은 래리의 매우 독창적인 비트였습니다. 우리는 항상 그 노래의 시그니처로서 적격인 비트들을 찾습니다. 그리고 그것은 확실히 그것들 중 하나였습니다. 아무도 이해 못 하는 톰톰 같은 거 있잖아요. 그리고 우리는 그 비트를 놓치고 싶지 않았습니다. 그것은 매우 독특했습니다." 라누아는 멀린에게 데모 너머의 이상한 드럼 패턴을 계속 개발하도록 격려했다. 멀린은 비트가 훨씬 더 특이해졌고, 라누아가 결국 기본을 지키는 데 대부분의 패턴을 섞었음에도 불구하고 리듬은 〈I Still Haven't Found What I'm Looking For〉의 뿌리가 되었다고 말했다.
이 그룹은 더블린의 데인스모에트 하우스에 세운 스튜디오에서 트랙 작업을 했다. 라누아는 이 곡의 창작을 건물을 짓는 것과 비교했고, 처음에는 드럼을 기초로 깔고, 그 다음에는 여러 겹을 한 조각씩 더 얹은 다음, 마침내 "가구에 넣기"를 했다. 리드 싱어 보노는 브라이언 이노의 가스펠 음악에 대한 사랑과 스완 실버톤즈, 스테이플 싱어즈, 블라인드 윌리 존슨의 노래를 들으면서 키워진 영적인 의심이라는 주제에 관심이 있었다. 디 에지가 코드 시퀀스를 쓰고 어쿠스틱 기타로 연주한 후, 이 그룹은 다양한 아이디어를 시도하면서 적절한 보컬 멜로디를 작곡하려고 시도했다. 잼 세션 동안, 보노는 "클래식 소울" 멜로디를 부르기 시작했고, 디 에지가 이 노래의 잠재력을 듣게 된 것은 이 추가였다. 그 순간, 그는 그날 아침 노트에 썼던 "나는 아직도 내가 찾고 있는 것을 찾지 못했다"라는 구절을 노래 제목으로 기억했다. 그는 밥 딜런의 노래 〈Idiot Wind〉 중 "You'll find out when you reach the top you're on the bottom (정상에 도달하면 알게 될 거야, 너는 밑바닥에 있었다는 걸)"에서 힌트를 얻은 것이다. 그는 그 구절을 종이에 써서 보노가 노래하는 동안 그것을 건네주었다. 디 에지는 이 구절이 "장갑 낀 손처럼" 노래와 잘 어울린다고 말했다. 그 때부터, 그 노래는 녹음 시간 동안 방문객들에게 연주된 첫 번째 곡이었다.

## 곡 목록
전체 작사·작곡: U2
| #            | 제목                                           | 프로듀서                     | 재생 시간 |
| ------------ | ---------------------------------------------- | ---------------------------- | --------- |
| 1.           | 〈I Still Haven't Found What I'm Looking For〉 | 브라이언 이노, 다니엘 라누아 | 4:38      |
| 2.           | 〈Spanish Eyes〉                               | U2                           | 3:16      |
| 3.           | 〈Deep in the Heart〉                          | U2                           | 4:31      |
| 총 재생 시간 | 총 재생 시간                                   | 총 재생 시간                 | 11:25     |

## 인증
| 국가                                                            | 인증     | 판매량/출하량 |
| --------------------------------------------------------------- | -------- | ------------- |
| 캐나다 (뮤직 캐나다)                                            | 골드     | 50,000^       |
| 덴마크 (IFPI Danmark)                                           | 플래티넘 | 90,000        |
| 이탈리아 (FIMI) sales since 2009                                | 플래티넘 | 70,000        |
| 영국 (BPI)                                                      | 플래티넘 | 600,000       |
| ^출하량을 기반으로 한 인증 · 판매량+스트리밍을 기반으로 한 인증 |          |               |